# Meninos de Kichute
Meninos de Kichute é um longa-metragem brasileiro lançado em 2009 com a direção de Luca Amberg.
O filme é baseado no livro homônimo de Márcio Américo (também co-roteirista), sendo rodado no ano de 2008 em Piracaia, interior do estado de São Paulo. A produção da Amberg Filmes participou da 34° edição da Mostra Internacional de Cinema de São Paulo, entre outros festivais, recebendo o Prêmio do Público na categoria Melhor Filme Brasileiro.

## Enredo
O filme se passa na década de 1970 em um bairro operário do Brasil e mostra a vida de Beto, menino de 12 anos que deseja ser goleiro da seleção brasileira e que entre outras dificuldades da sua vida simples e humilde, o pai de Beto, Lázaro, vê o esporte como algo pecaminoso. Em meio a este ambiente, o menino e seus amigos criam um "clubinho"; o "Meninos de Kichute".

## Elenco
- Werner Schünemann..... Lázaro;
- Lucas Alexandre..... Beto;
- Vivianne Pasmanter..... Dona Maria;
- Arlete Salles..... Dona Leonor;
- Paulo César Pereio..... Volpone;
- Mário Bortolotto..... Xaveco;
- Luthero de Almeida..... velho goleiro, entre outros.
- Ester Laccava